# Масове вбивство в університеті Айови
Масове вбивство в університеті Айови — масове вбивство, що відбулося в п'ятницю 1 листопада 1991 року. В результаті інциденту загинуло 6 осіб, включаючи нападника, ще 2 людини дістали поранення.

## Вбивство
Вранці в п'ятницю 1 листопада 1991 року 28-річний Ган Лу, як колишній студент та аспірант університету Айови китайського походження, взяв участь у нараді з теоретичної фізики космічної плазми дослідницької групи в конференц-залі на третьому поверсі Ван Аллен Холл. На зборах викладацького складу університету були 6 професорів і 4 студенти. За кілька хвилин після початку зустрічі Лу о 14:59 дістав з піджака револьвер 38 Special і відкрив безладну стрілянину по викладачах і студентах. На місці він убив чотирьох викладачів і поранив ще трьох осіб (двох студентів і викладача), один з яких (студент) згодом помер у лікарні. Після цього Лу Ган застрелився просто в аудиторії близько 15:02.

### Загиблі
- Крістоф K Гоерц, професор фізики і астрономії[5], керівник дисертації Лу та один з провідних вчених з теоретичної фізики космічної плазми Америки
- Роберт А. Сміт, ад'юнкт-професор фізики і астрономії, член дисертаційного комітеті Лу.
- Ліну Шен (S: 山林 华, Т: 山林 華, Р: Shān Línhuá) — переможець призу Spriestersbach, який продовжував докторські дослідження, а також сусід по кімнаті Лу під час навчання.
- Дуайт Р. Ніколсон, голова відділу фізики і астрономії[6] та один з членів спеціалізованої вченої ради Лу.

## Мотиви стрільби
28-річний китаєць Лу Ган (кит. трад.: 卢刚; піньїнь: Lú Gāng), навчався в університеті Айови, а в травні 1991 року — отримав диплом про закінчення навчального закладу за напрямком  фізики і  астрономії. Він жив один та, на думку оточуючих, міг мати психологічні проблеми, адже він часто ображався аж до істерики.
З травня по листопад 1991 року він жив в Айова-Сіті і виношував плани помсти. З червня до жовтня 1991 він відправив на телебачення п'ять листів (один з них китайською мовою), в яких розповідав про планування вбивства. Листи ніколи не були оприлюднені. За його словами, він заслуговував більшого. Він був ображений на декількох викладачів (двоє з них загинуло під час стрілянини) за те, що його дисертація не отримала першого місця в конкурсі D.C. Spriestersbach на найкращу дисертацію з астрофізики. Призом були 2500 доларів, які, на його думку, допомогли б йому знайти роботу в університеті.
Виходячи з цього, Лу Ган не ставив собі за мету вбити якомога більше людей, а хотів помститися викладачам. Відповідно, студенти, які отримали поранення та загинули, були скоріше випадковими жертвами.
На думку Лу, мала загинути ще одна людина — президент університету Хантер Ролінгс III, але він був на той час у місті Колумбус на футбольній грі штату Огайо.
Сам Ган Лу був знайдений у кімнаті 203 Джессапа залі з вогнепальним пораненням у голову. Він помер незабаром після того, як прибула поліція.